# Tøbrud (film)
Tøbrud (russisk: Ледолом) er en sovjetisk film fra 1931 instrueret af Boris Barnet.

## Handling
Film handler om kollektiviseringen i en sovjetisk landsby og kampen mod kulakkerne i anden halvdel af 1920'erne. Kulaksønnen forfører den fattige mands datter Anna, men forlader hende hurtigt, da Anna bliver gravid. Da Komsomol-medlemmet Semyon, der tjente i Den Røde Hær, dukker op, ændrer Annas liv sig dramatisk ...

## Medvirkende
- Vera Marinitj som Anka
- Aleksandr Zjukov som Skulov
- Anton Martynov som Semjon
- S. Prjanisjnikov som Tarkhanov